# Mikado (locomotora de vapor)
La Mikado fue una locomotora de vapor tipo 1-4-1 o tipo 2-8-2 según la notación Whyte. Posee un eje de guía, cuatro ejes motores y un eje trasero de apoyo. Ha sido un tipo de locomotora muy popular, especialmente en Norteamérica y Europa.

## Características

Esquema de ruedas de la configuración 1'D1'

Esta disposición de ruedas permite montar el hogar detrás de los ejes motores, en lugar de encima de ellos, posibilitando hacer un hogar más grande. Esto permite una combustión mayor, y por lo tanto una capacidad mayor de generar vapor, produciendo mayor potencia y velocidad. Esto también posibilita utilizar ruedas motrices de mayor diámetro al no estar limitadas por el hogar, haciendo que las Mikado sean capaces de arrastrar trenes más pesados a mayores velocidades que las locomotoras del tipo 1-4-0 (2-8-0, según notación Whyte), muy usuales en la época.
Otras clasificaciones equivalentes son:
- Clasificación UIC: 1D1 (también conocida como clasificación alemana y clasificación italiana);
- Clasificación francesa: 141 (también conocida como clasificación española);
- Clasificación turca: 46;
- Clasificación suiza: 4/6;

## El origen del nombre Mikado

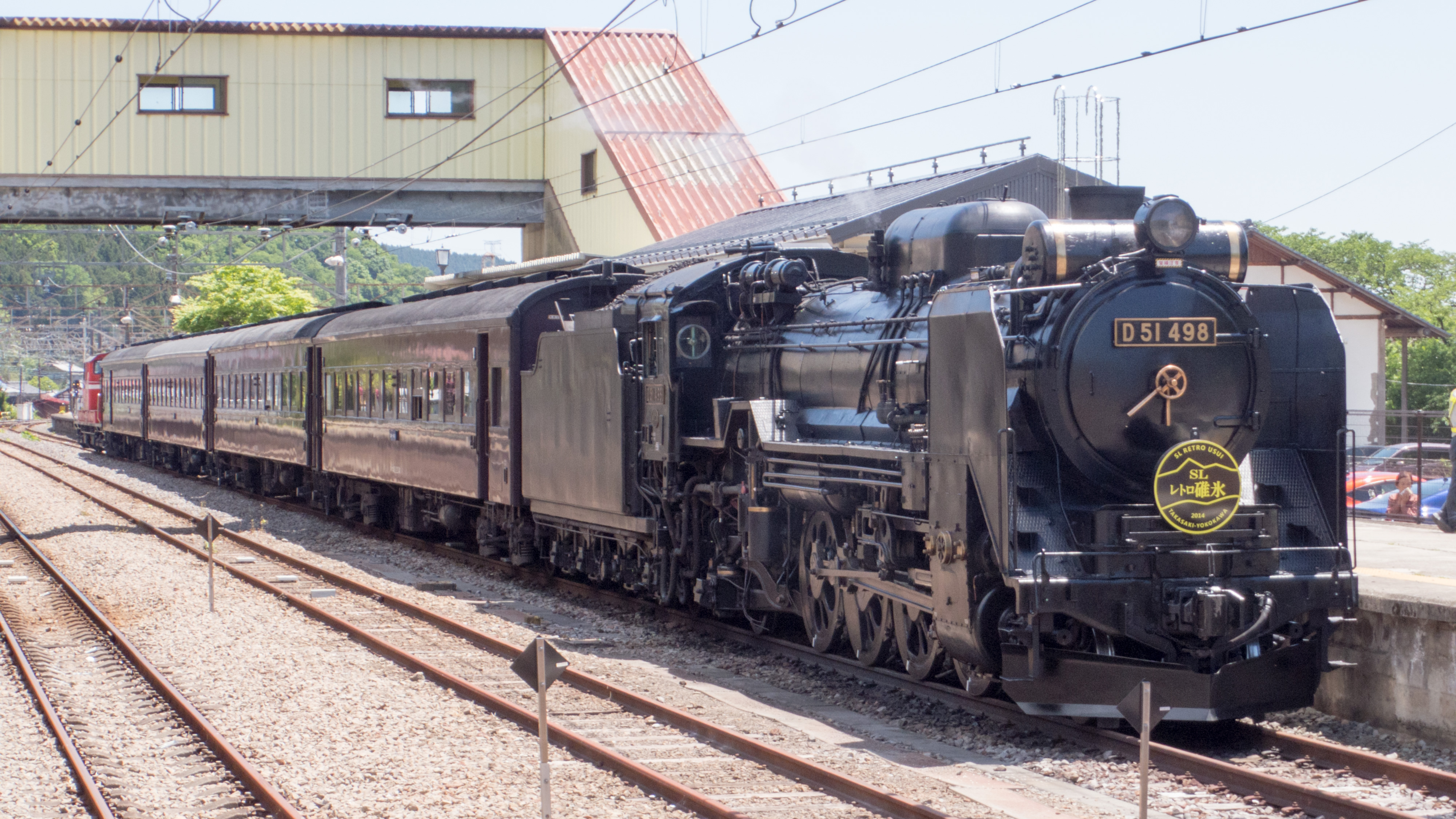
Locomotora JNR D51 construida por Kawasaki.

La disposición de ejes 1-4-1 (un eje delantero de guiado, 4 ejes motores y un eje final de apoyo) fue denominada popularmente Mikado a raíz de la venta en 1897 por parte de Estados Unidos a la Nippon Railway de un pedido de locomotoras con esta disposición de ejes. En 1895 se había estrenado una ópera muy popular en Estados Unidos llamada "Mikado" (emperador en japonés), así que Mikado era un término popular y asociado a la cultura nipona.

## Utilización

### En el mundo

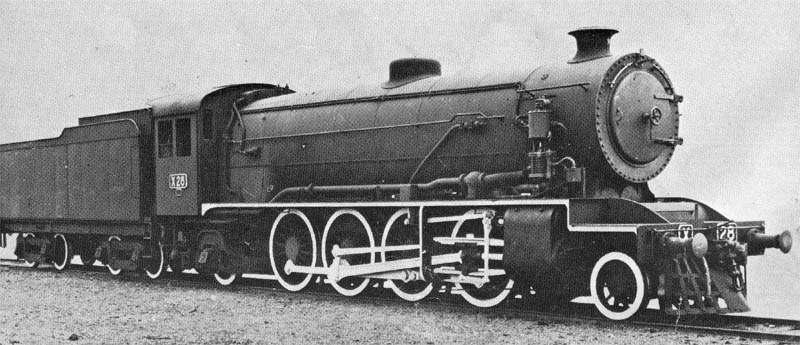
Locomotora de trocha convertible X clase 2-8-2 usada en Australia.

Las Mikado tuvieron enorme éxito en todo el mundo. Más de 10 000 se constuyeron para los ferrocarriles norteamericanos, especialmente para remolcar composiciones de carga. Era grande, aunque no excesivamente, y pesada, disponiendo de buena adherencia. Con su potencia arrastraba sin problemas trenes de mercancías de 3000 a 5000 toneladas. Francia, tras el desastre de la II guerra mundial, recurrió a Estados Unidos para modernizar de manera rápida su material. Adquirió 1340 unidades de la 141R diseñada y adaptada a las exigencias francesas por Baldwin Locomotive Works y construida por las tres principales compañías americanas Lima Locomotive Works , Baldwin Locomotive Works  y Alco (American Locomotive Company). Resultó tan fiable que siguió prestando servicios hasta el final de la era del vapor en 1975. Existía también la 141P con diseño compound, muy eficiente (consumía 30% menos de fuel y 40% menos de agua), pero nunca alcanzaron los estándares de fiabilidad de las anteriores.

### Argentina
Un gran cliente de estas locomotoras fue el Ferrocarril Central Norte Argentino, de trocha métrica (1000 mm).

### España

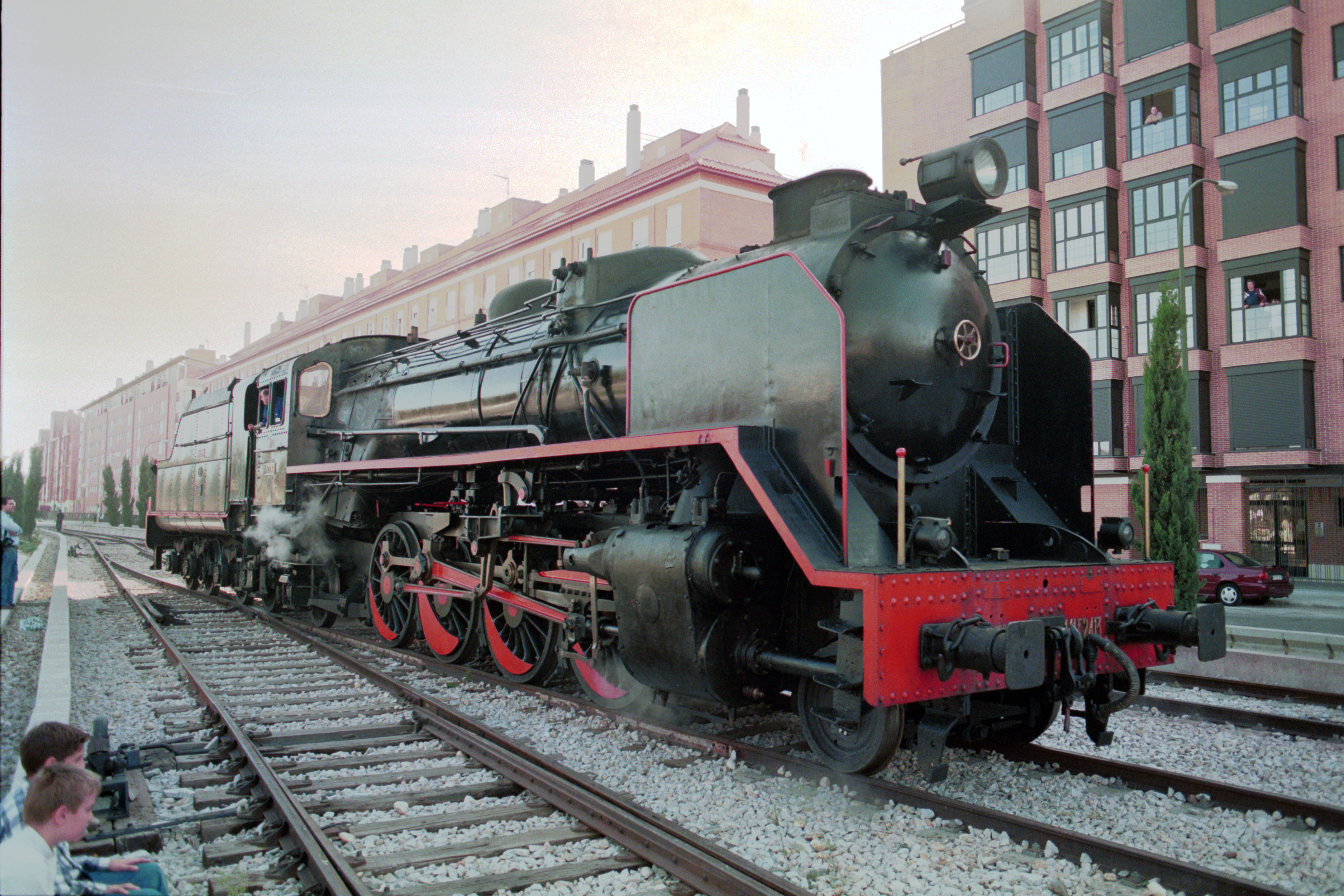
Una locomotora «Mikado» española, matrícula RENFE 141F-2413, en 1994.

Fueron utilizadas por la RENFE entre 1953 y 1975, año en que se abandonó el uso de las locomotoras de vapor. Fue, junto con las tipo «Confederación» —serie 242 de RENFE— y las «Santa Fe» , una de las más típicas en el paisaje ferroviario español.
En ancho ibérico han llegado a circular 297 locomotoras Mikado con ténder separado. Dejando aparte 55 locomotoras Mikado adquiridas por la Compañía de los Caminos de Hierro del Norte de España antes de la creación de RENFE, el resto —242— se adquirieron a partir de 1953 mediante uno de los mayores pedidos de locomotoras que RENFE haya hecho nunca. Tras la guerra civil y la posguerra, a principios de la década de 1950 era urgente una renovación del parque ferroviario español. Se firmó con el constructor británico North British Locomotive Company el suministro de 25 unidades y material para la fabricación en España de 100 más. Otras 117 se construirían en España con material ya español. Los cuatro constructores españoles contratados fueron MACOSA, MTM, Euskalduna y Babcock & Wilcox. Esas unidades se entregaron en años sucesivos, hasta la última entrega en 1961.
La última locomotora de vapor en servicio comercial normal que oficialmente circuló en RENFE fue una Mikado, la 141F-2348 (preservada actualmente en el museo ferroviario de Villanueva y Geltrú), que fue apagada el 23 de junio de 1975 frente al puesto de mando de la estación de Vicálvaro-Clasificación por el entonces Príncipe de España mientras tocaban el silbato a coro todas las demás locomotoras que la rodeaban.

## Características técnicas
Las Mikado eran locomotoras muy versátiles que se adaptaban a todas las composiciones. Con un diámetro de rueda de 1560 mm y sus casi 2000 CV de potencia, podía alcanzar los 115 km/h. Era una máquina bien adaptada para la tracción de trenes de 3000 a 5000 toneladas. Pesaba unas 103 tm en orden de marcha y su esfuerzo de tracción llegaba a los 14.800 kg.
Parte de las locomotoras Mikado españolas funcionaban con carbón y otra parte con fuel. El fuel permitía usar el carbón en otros menesteres donde era insustituible. Además, el empleo de fuel era más cómodo para el fogonero y daba una mayor autonomía a la locomotora, con lo que con el tiempo se "fuelizaron" la mayor parte de las Mikado españolas.

## Máquinas preservadas en la actualidad

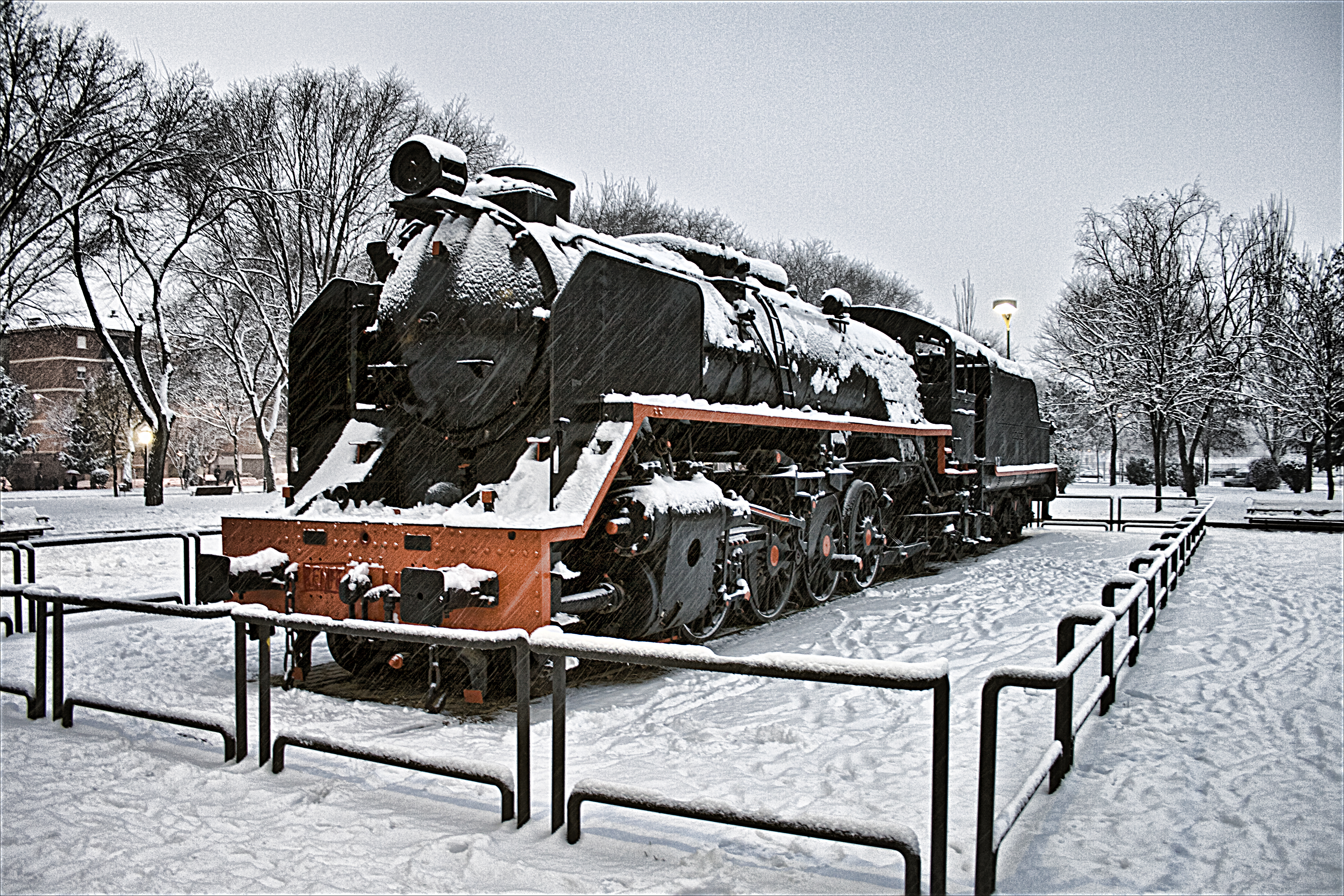
Locomotora Mikado de Albacete, ex-RENFE 141F-2415, en España.

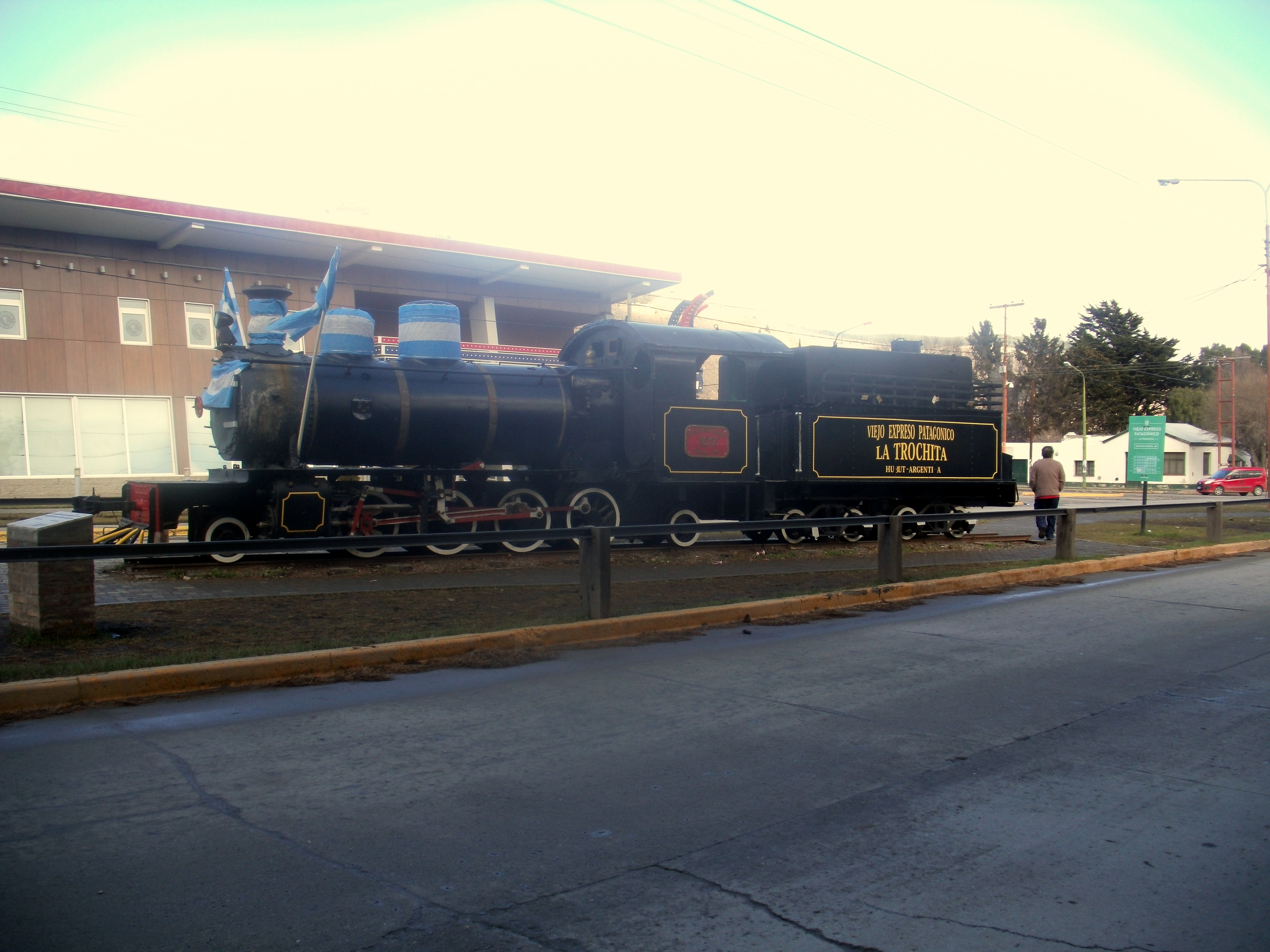
Locomotora Henschel & Sohn G.m.b.h tipo Mikado, a modo de monumento en una avenida de Esquel, en Argentina.

Afortunadamente, todavía existen en la actualidad algunas Mikado en estado de marcha, mantenidas gracias al entusiasmo y cariño de instituciones y particulares. En el caso de España las locomotoras Mikado actualmente preservadas son algo más de una docena.
En el parque de Santo Tomás de Ciudad Real se encuentra monumentalizada la 141F-2400, al igual que otra en Valencia, dentro del recinto de la Universidad Politécnica, en la zona de Ingieneria Industrial.
Otra de ellas (la 141F-2111) está preservada en Monforte de Lemos, en el Museo del Ferrocarril de Galicia, y se destina a viajes chárter. El turístico tren de la fresa ha sido remolcado en diversas ocasiones por otra de estas locomotoras entre Madrid y Aranjuez, si bien en los últimos años se emplea tracción diésel. También hay otra en León (141F-2346) que funciona de forma esporádica, y en Zaragoza una preservada por la AZAFT en espera de restauración, que proviene del ferrocarril Andorra-Escatrón. Otra de estas locomotoras se encuentra abandonada a su suerte en la antigua estación de Horna-Villarcayo y que proviene del ferrocarril Santander-Mediterráneo.
Al ser uno de los modelos más comunes en España, muchas se encuentran en pedestales donde se colocaron años después de finalizar su uso. Un ejemplo es de la Mikado 141F-2240, a la entrada del antiguo barrio ferroviario de Las Matas, en Las Rozas de Madrid.
Otra de estas máquinas tractoras ferroviarias se expone en la Avenida de la Universidad de Elche. Locomotora del tipo 141F-2351 construida en 1957. Pertenece a los fondos de la Fundación de Ferrocarriles Españoles siendo cedida al Ayuntamiento de Elche para su exposición pública. Si bien es cierto que no se utiliza en la actualidad, recuerda el paso del ferrocarril por la ciudad en superficie. Es por ello que se presenta sobre parte de los antiguos rieles y traviesas que existieron en su día. Fue recientemente repintada exhibiendo un estado de conservación excelente. 
En Argentina, existe en la actualidad y en servicio, un tren de trocha económica que en el pasado transportaba trenes mixtos, conocido como La Trochita. Hace su recorrido entre las localidades de Ingeniero Jacobacci y Esquel, en la Patagonia Argentina, con una trocha de 0,75 m y 402 km de extensión. En la actualidad funciona como tren turístico, con locomotoras a vapor Clase 75B N.º 20 (Baldwin) y 75H N.º 130 (Henschel, de composición Mikado 2-8-2). 
La empresa Turistren, en Colombia, cuenta con 3 locomotoras Mikado en funcionamiento.